# 1927 v hudbě
Tento článek obsahuje události související s hudbou, které proběhly v roce 1927.

## Události
- 13. června – premiéra baletu Rudý mák v moskevském Velkém divadle.
- 6. listopadu – Má v Leningradě premiéru 2. symfonie (K Velkému Říjnu) Dmitrije Šostakoviče

## Narození
- 28. ledna – Ronnie Scott, britský saxofonista († 23. prosince 1996)
- 2. února – Stan Getz, americký saxofonista († 6. června 1991)
- 7. února – Juliette Gréco, francouzská zpěvačka
- 22. února – Guy Mitchell, americký zpěvák († 1. července 1999)
- 6. dubna – Gerry Mulligan, americký saxofonista († 20. ledna 1996)
- 7. července – Doc Severinsen, americký trumpetista
- 25. září – Colin Davis, britský dirigent
- 27. září – Red Rodney, americký trumpetista († 27. května 1994)
- 25. října – Barbara Cook, americká zpěvačka
- 8. listopadu – Patti Page, americká zpěvačka († 1. ledna 2013)
- 11. listopadu – Mose Allison, americký zpěvák a klavírista
- 18. listopadu – Hank Ballard, americký zpěvák († 2. března 2003)[1]
- 22. listopadu – Jimmy Knepper, americký pozounista († 14. června 2003)

## Úmrtí
- 3. května – Ernest Ball, americký zpěvák (* 22. července 1878)
- 29. května – Francis Grierson, britský skladatel a klavírista (* 18. září 1848)
- 18. listopadu – Emma Carus, americká kontraaltistka (* 18. března 1879)